# Dyskografia N.W.A
Poniżej przedstawiona jest dyskografia amerykańskiego zespołu hip-hopowego N.W.A. Obejmuje ona dwa albumy studyjne, jeden minialbum, listę kompilacji oraz single.

## Dyskografia

### Albumy studyjne
| Rok  | Tytuł                                                                                    | Notowania | Notowania | Notowania | Certyfikacja     |
| Rok  | Tytuł                                                                                    | U.S.      | U.S. R&B  | AUS       | Certyfikacja     |
| ---- | ---------------------------------------------------------------------------------------- | --------- | --------- | --------- | ---------------- |
| 1988 | Straight Outta Compton - Data wydania: 8 sierpnia, 1988 - Wytwórnia: Ruthless/Relativity | 37        | 9         | 43        | - US: 2x platyna |
| 1991 | Niggaz4Life - Data wydania: 28 maja, 1991 - Wytwórnia: Ruthless/Priority                 | 1         | 2         | –         | - US: platyna    |

### Minialbumy
| Rok  | Tytuł                                                                                  | Notowania | Notowania | Certyfikacja   |
| Rok  | Tytuł                                                                                  | U.S.      | U.S. R&B  | Certyfikacja   |
| ---- | -------------------------------------------------------------------------------------- | --------- | --------- | -------------- |
| 1990 | 100 Miles and Runnin’ - Data wydania: 14 sierpnia, 1990 - Wytwórnia: Ruthless/Priority | 27        | 10        | - U.S: platyna |

### Kompilacje
| Rok  | Tytuł | Notowania | Notowania | Notowania | Certyfikacja   |
| Rok  | Tytuł | U.S.      | U.S. R&B  | UK        | Certyfikacja   |
| ---- | --- | --------- | --------- | --------- | -------------- |
| 1987 | N.W.A. and the Posse - Data wydania: 6 listopada, 1987 - Wytwórnia: Ruthless Records                                                | –         | 39        | –         | - U.S: złoto   |
| 1996 | Greatest Hits - Data wydania: 2 czerwca, 1996 - Wytwórnia: Priority Records/Ruthless Records                                        | 48        | 20        | 56        | - U.S: złoto   |
| 1998 | Straight Outta Compton: N.W.A 10th Anniversary Tribute - Data wydania: 3 listopada, 1998 - Wytwórnia: Priority Records              | 142       | 31        | –         |                |
| 1999 | The N.W.A Legacy, Vol. 1: 1988–1998 - Data wydania: 3 marca, 1999 - Wytwórnia: Ruthless Records                                     | 77        | 42        | –         | - U.S: platyna |
| 2002 | The N.W.A Legacy, Vol. 2 - Data wydania: 27 sierpnia, 2002 - Wytwórnia: Ruthless Records                                            | 154       | 38        | –         | - U.S: złoto   |
| 2007 | The Best of N.W.A: The Strength of Street Knowledge - Data wydania: 8 stycznia, 2007 - Wytwórnia: Priority Records/Ruthless Records | –         | –         | –         |                |
| 2008 | Family Tree - Data wydania: 30 września, 2008 - Wytwórnia: Priority Records                                                         | –         | 38        | –         |                |

### Single
| Rok  | Utwór                                          | U.S. R&B | U.S. Rap | AUS | NZ | UK singles | Album                  |
| ---- | ---------------------------------------------- | -------- | -------- | --- | -- | ---------- | ---------------------- |
| 1987 | „Panic Zone”                                   | –        | –        | –   | –  | –          | N.W.A. and the Posse   |
| 1988 | „Straight Outta Compton”                       | –        | 1        | –   | –  | –          | Straight Outta Compton |
| 1988 | „Gangsta Gangsta”                              | –        | 1        | –   | –  | –          | Straight Outta Compton |
| 1989 | „Express Yourself”                             | 37       | 2        | –   | –  | 26         | Straight Outta Compton |
| 1990 | „100 Miles and Runnin’”                        | 51       | 2        | 33  | 32 | –          | 100 Miles and Runnin’  |
| 1991 | „Appetite for Destruction”                     | 45       | 2        | –   | –  | –          | Niggaz4Life            |
| 1991 | „Alwayz into Somethin’” (featuring Admiral D.) | 37       | 1        | –   | –  | 60         | Niggaz4Life            |
| 1999 | „Chin Check” (featuring Snoop Dogg)            | 71       | –        | –   | –  | –          | Next Friday            |